# Chilleurs-aux-Bois
Chilleurs-aux-Bois – miejscowość i gmina we Francji, w Regionie Centralnym, w departamencie Loiret.
Według danych na rok 1990 gminę zamieszkiwało 1471 osób, a gęstość zaludnienia wynosiła 28 osób/km² (wśród 1842 gmin Regionu Centralnego Chilleurs-aux-Bois plasuje się na 269. miejscu pod względem liczby ludności, natomiast pod względem powierzchni na miejscu 69.).